# Leling
Leling is een stad in de provincie Shandong van China. Leling heeft ongeveer 640.000 inwoners.

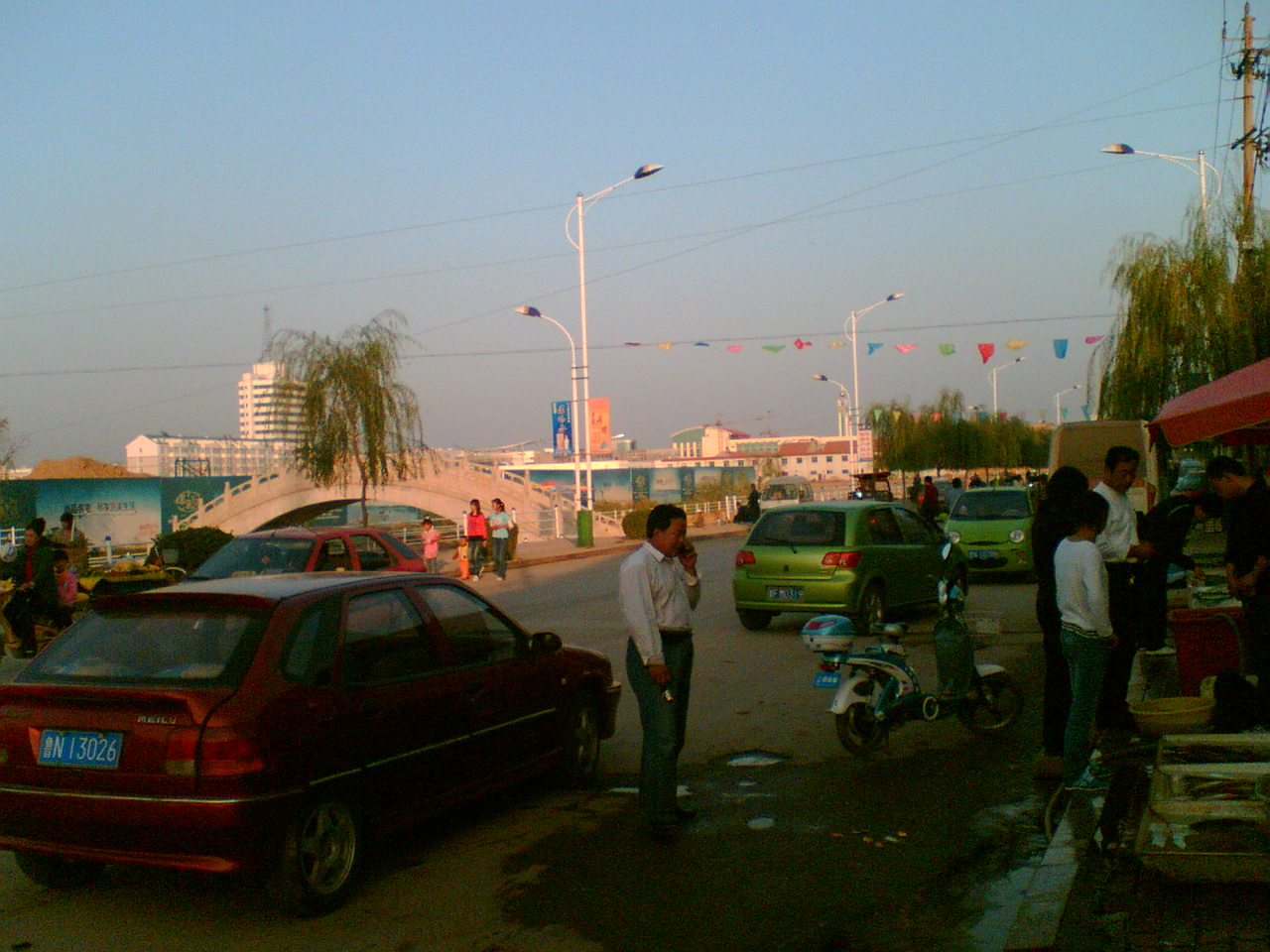
Straatbeeld in Leling